# أبو المقرئ بن موسى بن زرارة
أبو المقرئ بن موسى بن زرارة كان آخر أمير زراري لأرزين [الإنجليزية]، الواقعة على الحدود بين الجزيرة الفراتية وأرمينية، والتي كانتا في ذلك الوقت مقاطعتان للخلافة العباسية.
كان ابن موسى بن زرارة، أول سيد زراري معروف لأرزين، وأمه أخت أمير أرميني مسيحي، باغرات الثاني باغراتوني [الإنجليزية]، الذي كانت مقاطعة تارون [الإنجليزية] تحد منطقة موسى الخاصة بأرزين [الإنجليزية]. كانت أرزين عاصمة مقاطعة أرزانين [الإنجليزية]، ويُعتقد إنها تابعة لمقاطعة ديار بكر في الجزيرة.
وخلف أبو المُقرئ والده بعد وفاته. من أجل حماية ممتلكاته ضد الشيبانيين الذين سيطروا على منطقة ديار بكر، تحالف بشكل وثيق مع السلالة الأرمنية القوية الأخرى، آرتسروني [الإنجليزية] من فاسبوراكان، وتزوج أميرة آرتسروني وربما حتى اعتنق المسيحية سرًّا.
وفي الوقت نفسه، ظل رسميًا تابعًا لحاكم ديار بكر الشيباني، عيسى بن الشيخ، وكان عليه أن يدعمه في صراعاته. وهكذا، عندما عُين عيسى حاكمًا على فلسطين في كانون الأول 866، كان أبو المقرئ هو الذي أُرسل إلى الرملة لتولي الإدارة نائبًا لعيسى. في ق. 879/80 تحالف كل من عيسى وأبو المقرئ مع حكام محليين آخرين، مثل الخوارج المحليين تحت قيادة إسحاق بن أيوب والزعيم التغلبي حمدان بن حمدون، ضد طموحات التركي إسحاق بن كنداج، الذي حكم الموصل وكان لديه طموحات لحكم الجزيرة بأكملها. تمكن هذا التحالف من هزيمة ابن كنداج، لكن موقف الأخير سرعان ما تعزز بتعيينه من الخليفة حاكمًا على ديار ربيعة وأرمينية (879/80). ثم نجح عيسى وأبو المقرئ في تأمين السلام من خلال تقديم جزية قدرها 200 ألف دينار ذهبي لتأكيد ملكيتهما. قبل ابن كنداج الأمر في البداية، ولكن في عام 880/1 تجدد التحالف ضده، واندلعت حرب علنية. هذه المرة، انتصر ابن كنداج في معركة خاضها في نيسان/أيار 881، وقاد خصومه أمامه إلى آمد، التي تركها تحت الحصار. وتبع ذلك بعض المناوشات غير الحاسمة، ولم يتم حل الوضع بحلول وقت وفاة عيسى في عام 882/3، حيث انخرط ابن كنداج في الجهود العباسية لاستعادة الشام من الطولونيين.
ق. 890 أسره أحمد بن عيسى بن الشيخ الطموح، الذي سجن أبو المُقرئ وضم ممتلكات الزراريين.